# Патријарх српски Гаврило I
Гаврило Рајић (или Рашковић) (Штитково, око 1595 — Бруса, 1659) био је српски светитељ и архиепископ пећки и патријарх српски од 1648. до 1655. године. Рођен је у Старом Влаху.

## Биографија
Пре него што је постао патријарх био је епископ смедеревски и митрополит рашки. Док је био на дужности рашког митрополита предводио је обнову манастира светих Архангела Михаила и Гаврила околини Ковиља.
Као митрополит рашки, изабран је 1648. године за наследника српског патријарха Пајсија I. На чело Српске цркве дошао је у тешко време, када је српски народ био без државе и владара, а сав терет одржања народне свијести је пао на плећа Српске православне цркве и свештенства.
Већ у то време, поједини римокатолички мисионари покушали су да злоупотребе тешке прилике у којима су се налазили хришћани под турском влшћу. Тим поводом су настали разни кривотворени списи о наводнм саборима у манастиру Морачи током 1648. и 1653. године. Иако су поједини старији истраживачи поклањали поверење тим спорним списима, научне анализе су показале да је реч о фалсификатима, који су настали као производ римокатоличког прозелитизма.
Убрзо по доласку на чело Српске цркве, патријарх Гаврило 1649. године одлази у Цариград како би утврдио свој положај и скинуо намет који је прописала Порта. Наредних година, 1650. и 1651. он обилази своје епархије, поучава српски народ и утврђује га у истинама православног учења. Одлази у Скопску Црну Гору, где је добио „Литургију на благослов“.
1653. године одлази у манастир Крушедол, одакле прелази у Влашку и Молдавију. У Трговишту се задржао код војводе Матије Басарабе, обављајући при томе и извесну политичку мисију, посебно ради измирења Басарабе са Богданом Хмељницким атаманом украјинских козака, који је дигао устанак против Пољске 1648. године. Патријарх Гаврило је са пратњом одсео у једном манастиру, заједно са антиохијским патријархом Макаријем, који се на путу за Русију задржао у Влашкој. Одатле је Гаврило наставио пут за Русију, где је стигао средином 1654. године.
Главни разлог патријарховог путовања у Русију било је прикупљање помоћи. У православној Русији тражио је, такође, и помоћ којом би се супротставио Турцима, а посебно римокатоличкој курији. У Москви је покушао да штампа „Типик избраније многоје от 34 књиге на латинскују јерес“ од Нила Кавасиле, солунског митрополита из XIV века. Патријарх Гаврило је сматрао да је ова књига преко потребна његовој пастви која је изложена римокатоличкој пропаганди и упорном деловању римокатоличких мисионара. Патријарх је понео са собом и „Житије и повијест свјатих цареј сербских и патријархов“. За време свог боравка у Русији, два пута се срео са руским царем Алексејем Михаиловичем, оцем Петра Великог, а са руским патријархом Никоном био је у пријатељству и братској љубави. Учествовао је на Московском сабору 1655. године и активно подржао реформу коју је спроводио патријарх Никон.
Под притиском разних околности, патријарх Гаврило је решио да трајно остане у Русији, због чега је своју пратњу послао натраг у Србију са поруком да се изабере нови патријарх уместо њега. Касније, патријарх Гаврило мења своју одлуку и жели да се врати у Србију. Можда је један од разлога што је његов наследник Максим, заузео став споразумевања са турским властима, а одустао од сваке сарадње са хришћанским савезницима коју је учврстио патријарх Гаврило. Патријарха су тешко пустили из Москве и тек када је рекао да жели да иде у Јерусалим на поклоничко путовање, дозвољено му је да напусти Русију. Уместо да оде у Јерусалим, патријарх Гаврило се враћа у Србију.
„Пећко сказаније“ сведочи да је патријарх био оклеветан код султана јер је, тобоже, саветовао руског цара да удари на Турке. У „грех“ му се приписује да је неколико Јевреја превео у хришћанство, а оптуживали су га и да ради на покрштавању Турака. Због ових и других измишљених оптужби и клевета патријарх Гаврило мученички је завршио свој живот. Обешен је у Бурси, између два стуба.
Његово тело сахранио је 18. јула 1659. године презвитер Павле.
Споменик патријарху Гаврилу, скулптура у природној величини, биће подигнут у манастиру Дубници код Нове Вароши.